# Bagot (ancienne circonscription fédérale)
Pour les articles homonymes, voir Bagot.
Circonscription électorale fédérale du Canada
Bagot est une ancienne circonscription électorale représentée à la Chambre des communes du Canada de 1867 à 1935.

## Histoire
La circonscription tire son nom de Sir Charles Bagot, un diplomate britannique, né en 1781 et mort en 1843, qui sera aussi Gouverneur général du Canada entre 1841 et 1843.
À sa pleine expansion, elle comprend les cantons d'Upton et d'Acton, les paroisses de Saint-Hugues, Saint-Simon, Sainte-Rosalie, Saint-Dominique, Sainte-Hélène, Saint-Liboire et de Saint-Pie.
En 1933, la circonscription est abolie en étant annexée à la circonscription électorale de Saint-Hyacinthe. La nouvelle circonscription électorale fédérale sera renommée Saint-Hyacinthe—Bagot.

## Liste des députés
| Législature                         | Années    | Député | Député                 | Parti        |
| ----------------------------------- | --------- | ------ | ---------------------- | ------------ |
| 1e                                  | 1867–1872 |        | Pierre-Samuel Gendron  | Conservateur |
| 2e                                  | 1872–1874 |        | Pierre-Samuel Gendron  | Conservateur |
| 3e                                  | 1874–1878 |        | Joseph-Alfred Mousseau | Conservateur |
| 4e                                  | 1878–1882 |        | Joseph-Alfred Mousseau | Conservateur |
| 5e                                  | 1882–1887 |        | Flavien Dupont         | Conservateur |
| 6e                                  | 1887–1891 |        | Flavien Dupont         | Conservateur |
| 7e                                  | 1891–1896 |        | Flavien Dupont         | Conservateur |
| 8e                                  | 1896–1898 |        | Flavien Dupont         | Conservateur |
| 8e                                  | 1898–1900 |        | Joseph-Edmond Marcile  | Libéral      |
| 9e                                  | 1900–1904 |        | Joseph-Edmond Marcile  | Libéral      |
| 10e                                 | 1904–1908 |        | Joseph-Edmond Marcile  | Libéral      |
| 11e                                 | 1908–1911 |        | Joseph-Edmond Marcile  | Libéral      |
| 12e                                 | 1911–1917 |        | Joseph-Edmond Marcile  | Libéral      |
| 13e                                 | 1917–1921 |        | Joseph-Edmond Marcile  | Libéral      |
| 14e                                 | 1921–1925 |        | Joseph-Edmond Marcile  | Libéral      |
| 15e                                 | 1925–1926 |        | Georges-Dorèze Morin   | Libéral      |
| 16e                                 | 1926–1929 |        | Georges-Dorèze Morin   | Libéral      |
| 17e                                 | 1930–1935 |        | Cyrille Dumaine        | Libéral      |
| Dissoute dans Saint-Hyacinthe—Bagot |           |        |                        |              |